# Tramlijn Meppel - Balkbrug
De tramlijn Meppel - Balkbrug was een tramlijn in Drenthe en Overijssel van Meppel naar Balkbrug.

## Geschiedenis
De stroomtramlijn is aangelegd op kaapspoor (1067 mm) door de Spoorweg-Maatschappij Meppel - Balkbrug en geopend in 1907. De exploitatie van de lijn was echter in handen van de Dedemsvaartsche Stoomtramweg-Maatschappij.
De aanleg van de lijn begon in 1907 en kende zo zijn moeilijkheden. Zo waren boeren te Lutten-Oever bang dat hun paarden op hol zouden voor de stoomtram. Daarom mocht de lijn niet bij hen over de berm naast de weg lopen en moest de lijn via het Westerhuizingerveld aangelegd worden. Ook waren er ongeregeldheden tussen de inwoners van de Wijk en de arbeiders die aan de lijn werkten. Voor het huis van initiatiefnemer Nijsingh werd ook een halte aangelegd met de naam De Stapel. Uiteindelijk kende de lijn over de eenentwintig kilometer zeventig bochten, wat ook voor een stoomtramlijn behoorlijk veel was.
Op 15 februari 1908 werd de lijn geopend. Er waren toen zes ritten per dag in beide richtingen. Ook de post werd per stoomtram aangevoerd. Sommige wagens hadden zelfs een eigen postcompartiment waar de post gesorteerd kon worden. Voor de gemeente Meppel zijn jarenlang grote hoeveelheden zand per tram aangevoerd vanuit Bloemberg, de Stapel en de Wijk. Dit zand was onder meer bestemd voor de aanleg van het Wilhelminapark.
Het personenvervoer op de lijn werd in 1934 gestaakt. In 1936 heeft de Eerste Drentsche Stoomtramweg-Maatschappij (EDS) te Hoogeveen de exploitatie van de lijnen van de DSM overgenomen, waarbij dus ook de exploitatie van de MB-lijn in handen van de EDS kwam. Op 10 mei 1939 werd ook het goederenvervoer op de lijn beëindigd en dat betekende het einde ervan. In september 1939 was het spoor al geheel opgebroken.